# Cyartonema roervikensis
Cyartonema roervikensis is een rondwormensoort uit de familie van de Aegialoalaimidae. De wetenschappelijke naam van de soort is voor het eerst geldig gepubliceerd in 1946 door Allgén.